# Provinciale weg 202
De provinciale weg 202, ook wel N202, is een provinciale weg die loopt van IJmuiden naar Amsterdam.
De N202 begint bij de Velsertunnel en loopt in zuidoostelijke richting langs het Noordzeekanaal via het noorden van de Zuid Spaarndammerpolder. De weg passeert eerst het Zijkanaal B en daarna het Zijkanaal C door middel van de Buitenhuizerbrug. Na de Buitenhuizenpont (Polder Buitenhuizen/Houtrakpolder) loopt de weg nog tot aan de Machineweg in de gemeente Haarlemmermeer. Hierna is de gemeentegrens met Amsterdam en gaat de N202 over in de Amsterdamse stadsroute s102.
Tot begin 2007 liep de N202 verder het Westelijk Havengebied van Amsterdam in, maar vanwege overdracht aan de gemeente Amsterdam is het gedeelte dat binnen de gemeentegrenzen van Amsterdam ligt nu genummerd als s102.
Ook andere gedeeltes binnen Amsterdam zijn omgenummerd. Enkele jaren geleden is het gedeelte tussen Buitenhuizen en Westpoort omgelegd vanwege de aanleg van de Afrikahaven. Daardoor passeert de s102 nu Ruigoord. Dit gedeelte behoorde tot die tijd bij de N202.
De weg is uitgevoerd als tweestrooks-gebiedsontsluitingsweg met een maximumsnelheid van 80 km/h. De weg heeft achtereenvolgens de straatnamen Amsterdamseweg en Noordzeekanaalweg.
N23 · N194 · N196 · N197 · N198 · N199 · N200 · N201 · N202 · N203 · N204 · N205 · N206 · N207 · N208 · N209 · N210 · N211 · N212 · N213 · N214 · N215 · N216 · N217 · N218 · N219 · N220 · N221 · N222 · N223 · N224 · N225 · N226 · N227 · N228 · N229 · N230 · N231 · N232 · N233 · N234 · N235 · N236 · N237 · N238 · N239 · N240 · N241 · N242 · N243 · N244 · N245 · N246 · N247 · N248 · N249 · N250 · N307

N401 · N402 · N403 · N404 · N405 · N406 · N407 · N408 · N409 · N410 · N411 · N412 · N413 · N414 · N415 · N416 · N417 · N418 · N419 · N420 · N421 · N439 · N440 · N441 · N442 · N443 · N444 · N445 · N446 · N447 · N448 · N449 · N450 · N451 · N452 · N453 · N454 · N455 · N456 · N457 · N458 · N459 · N460 · N461 · N462 · N463 · N464 · N465 · N466 · N467 · N468 · N469 · N470 · N471 · N472 · N473 · N474 · N475 · N476 · N477 · N478 · N479 · N480 · N481 · N482 · N483 · N484 · N487 · N488 · N489 · N490 · N491 · N492 · N493 · N494 · N495 · N496 · N497 · N498 · N501 · N502 · N503 · N504 · N505 · N505 (Andijk) · N506 · N507 · N508 · N509 · N510 · N511 · N512 · N513 · N514 · N515 · N516 · N517 · N518 · N519 · N520 · N521 · N522 · N523 · N524 · N525 · N526 · N527 · N806 · N830 · N848

Cursief vermelde wegen zijn voormalige Provinciale wegen